# Native-speakerism
 (mai 2024).
La mise en forme du texte ne suit pas les recommandations de Wikipédia : il faut le « wikifier ».
Les points d'amélioration suivants sont les cas les plus fréquents :
- Les titres sont pré-formatés par le logiciel. Ils ne sont ni en capitales, ni en gras.
- Le texte ne doit pas être écrit en capitales (les noms de famille non plus), ni en gras, ni en italique, ni en « petit »…
- Le gras n'est utilisé que pour surligner le titre de l'article dans l'introduction, une seule fois.
- L'italique est rarement utilisé : mots en langue étrangère, titres d'œuvres, noms de bateaux, etc.
- Les citations ne sont pas en italique mais en corps de texte normal. Elles sont entourées par des guillemets français : « et ».
- Les listes à puces sont à éviter, des paragraphes rédigés étant largement préférés. Les tableaux sont à réserver à la présentation de données structurées (résultats, etc.).
- Les appels de note de bas de page (petits chiffres en exposant, introduits par l'outil «  Source ») sont à placer entre la fin de phrase et le point final[comme ça].
- Les liens internes (vers d'autres articles de Wikipédia) sont à choisir avec parcimonie. Créez des liens vers des articles approfondissant le sujet. Les termes génériques sans rapport avec le sujet sont à éviter, ainsi que les répétitions de liens vers un même terme.
- Les liens externes sont à placer uniquement dans une section « Liens externes », à la fin de l'article. Ces liens sont à choisir avec parcimonie suivant les règles définies. Si un lien sert de source à l'article, son insertion dans le texte est à faire par les notes de bas de page.
- La présentation des références doit suivre les conventions bibliographiques. Il est recommandé d'utiliser les modèles {{Ouvrage}}, {{Chapitre}}, {{Article}}, {{Lien web}} et/ou {{Bibliographie}}. Le mode d'édition visuel peut mettre en forme automatiquement les références.
- Insérer une infobox (cadre d'informations à droite) n'est pas obligatoire pour parachever la mise en page.

Pour une aide détaillée, merci de consulter Aide:Wikification.
Si vous pensez que ces points ont été résolus, vous pouvez retirer ce bandeau et améliorer la mise en forme d'un autre article.
 (mai 2024).
Le native-speakerism est une forme de discrimination fondée sur la croyance que les locuteurs natifs, c'est-à-dire les personnes parlant une langue en tant que leur langue maternelle, sont meilleurs professionnellement dans l'usage de la langue en question que les personnes qui l'ont apprise à l'école ou dans leur vie d'adulte. Dans la perspective du native-speakerism, les enseignants 'native-speaker' sont censés incarner les idéaux culturels occidentaux tant dans la langue anglaise que dans la méthodologie d'enseignement. Cependant, l'idéologie du ‘native-speakerism’ est présente depuis bien plus longtemps que cela. Le ‘native-speakerism’ s'appuie sur le discours dichotomique du nous et eux, des ‘locuteurs natifs’ et des ‘locuteurs non-natifs’ où les premiers sont perçus comme idéaux et les seconds comme inférieurs. Un exemple illustrant cette préférence pour la langue des locuteurs natifs par rapport à celle des non natifs est celui de la fossilisation de l'interlangue, un concept en linguistique et dans l'apprentissage des langues, est souvent utilisé pour dicter ce qui est ‘juste’ et ‘faux’ dans l'utilisation de la deuxième langue.

## Histoire et contexte
Dans le domaine de l’acquisition d'une deuxième langue, le ‘native-speakerism’ s'est rapidement développé après la fin de la Seconde Guerre mondiale et le début de la période scientifique de l'apprentissage des langues. Cette période a vu la mise en place de normes en grammaire et en vocabulaire, qui est à la base du favoritisme accordé aux locuteurs natifs dans le domaine d'apprentissage et d'enseignement des langues secondes. Pendant cette période après la Seconde Guerre mondiale, la notion chomskyenne du locuteur natif monolingue idéalisé a été développée. Par conséquent, l'idéalisation des locuteurs natifs en tant que porteurs de la langue correcte a conduit à considérer l'enseignant idéal de langue comme étant également un ‘native speaker’.

## Critiques
L'idéal du locuteur natif en tant qu'enseignant de langue est une fallacie  car les enseignants natifs ne sont pas linguistiquement et pédagogiquement supérieurs comparés aux enseignants non natifs. L'idéologie de ‘native-speakerism’ est décrite comme “une vision du monde déformée”, et en qualifiant les enseignants de natifs ou non natifs, elle les positionne faussement comme inférieurs ou supérieurs dans leur profession. Cela entraîne des discriminations à l'embauche et des divisions dans l'industrie de l'enseignement de l'anglais, qui favorisent les jeunes locuteurs natifs blancs venant de pays anglophones. Le privilège accordé aux locuteurs natifs et aux méthodes pédagogiques occidentales a longtemps été critiqué par des académiques. Ces pratiques provoquent de l'anxiété chez les enseignants non natifs et diminuent leur sentiment d'efficacité personnelle. Pendant ce temps, un grand nombre de travaux dans des domaines tels que l'anglais comme lingua franca  ont montré que l'utilisation de la langue en dehors de la salle de classe s'est éloignée de la dépendance aux normes des locuteurs natifs. En ce qui concerne les enseignants natifs, ils font face à des généralisations excessives sur leurs capacités et leurs connaissances pédagogiques, et leur expérience peut être remise en question au profit de leur langue maternelle.

## Réponses actuelles
Le 'native-speakerism' influence toujours les pratiques de recrutement dans le domaine de l'enseignement de la langue anglaise à l'échelle internationale,. Dans l'UE, il y a eu récemment des tentatives pour amener les recruteurs devant la justice. En février 2024, un cas sans précédent, celui d'un enseignant d'anglais français discriminé à l'embauche, a été reconnu et pris en charge par le Défenseur des droits.